# Wspólna Komisja Kongresu Stanów Zjednoczonych do spraw Prowadzenia Wojny

Pieczęć Kongresu USA

Wspólna Komisja Kongresu Stanów Zjednoczonych do spraw Prowadzenia Wojny (eng. United States Congress Joint Committee on the Conduct of the War) to komisja Kongresu Stanów Zjednoczonych powołana w celu przeprowadzenia analizy sposobu prowadzenia wojny secesyjnej. Została powołana do życia na wniosek Zachariaha Chandlera, senatora z Michigan 9 grudnia 1861 roku, po porażce wojsk Unii w bitwie pod Ball’s Bluff i działała do 1865 roku. Przewodniczącym komisji został senator z Ohio, Benjamin Wade.